# Grigol Chabradze
Grigol Chabradze (in georgiano გრიგოლ ჩაბრაძე?; 20 aprile 1996) è un calciatore georgiano, difensore dello Zob Ahan.

## Carriera

### Club
Cresciuto nel settore giovanile del Saburtalo Tbilisi, ha esordito in prima squadra il 31 agosto 2013 disputando l'incontro di Pirveli Liga vinto 4-1 contro il K'olkheti Khobi.

### Nazionale
Il 25 marzo 2021 ha debuttato con la nazionale georgiana giocando l'incontro perso 1-0 contro la Svezia, valido per le qualificazioni al campionato mondiale di calcio 2022.

## Statistiche

### Cronologia presenze e reti in nazionale
| Cronologia completa delle presenze e delle reti in nazionale ― Georgia | Cronologia completa delle presenze e delle reti in nazionale ― Georgia | Cronologia completa delle presenze e delle reti in nazionale ― Georgia | Cronologia completa delle presenze e delle reti in nazionale ― Georgia | Cronologia completa delle presenze e delle reti in nazionale ― Georgia | Cronologia completa delle presenze e delle reti in nazionale ― Georgia | Cronologia completa delle presenze e delle reti in nazionale ― Georgia | Cronologia completa delle presenze e delle reti in nazionale ― Georgia |
| Data                                                                   | Città                                                                  | In casa                                                                | Risultato                                                              | Ospiti                                                                 | Competizione                                                           | Reti                                                                   | Note                                                                   |
| ---------------------------------------------------------------------- | ---------------------------------------------------------------------- | ---------------------------------------------------------------------- | ---------------------------------------------------------------------- | ---------------------------------------------------------------------- | ---------------------------------------------------------------------- | ---------------------------------------------------------------------- | ---------------------------------------------------------------------- |
| 25-3-2021                                                              | Solna                                                                  | Svezia                                                                 | 1 – 0                                                                  | Georgia                                                                | Qual. Mondiali 2022                                                    | -                                                                      |                                                                        |
| 28-3-2021                                                              | Tbilisi                                                                | Georgia                                                                | 1 – 2                                                                  | Spagna                                                                 | Qual. Mondiali 2022                                                    | -                                                                      | 79’                                                                    |
| 2-6-2021                                                               | Ploiești                                                               | Romania                                                                | 1 – 2                                                                  | Georgia                                                                | Amichevole                                                             | -                                                                      |                                                                        |
| 2-9-2021                                                               | Batumi                                                                 | Georgia                                                                | 0 – 1                                                                  | Kosovo                                                                 | Qual. Mondiali 2022                                                    | -                                                                      | 88’                                                                    |
| 5-9-2021                                                               | Badajoz                                                                | Spagna                                                                 | 4 – 0                                                                  | Georgia                                                                | Qual. Mondiali 2022                                                    | -                                                                      | 82’                                                                    |
| 12-10-2021                                                             | Pristina                                                               | Kosovo                                                                 | 1 – 2                                                                  | Georgia                                                                | Qual. Mondiali 2022                                                    | -                                                                      | 72’ 88’                                                                |
| 11-11-2021                                                             | Batumi                                                                 | Georgia                                                                | 2 – 0                                                                  | Svezia                                                                 | Qual. Mondiali 2022                                                    | -                                                                      | 81’                                                                    |
| 25-3-2022                                                              | Zenica                                                                 | Bosnia ed Erzegovina                                                   | 0 – 1                                                                  | Georgia                                                                | Amichevole                                                             | -                                                                      | 80’                                                                    |
| 29-3-2022                                                              | Tirana                                                                 | Albania                                                                | 0 – 0                                                                  | Georgia                                                                | Amichevole                                                             | -                                                                      | 30’ 83’                                                                |
| Totale                                                                 |                                                                        | Presenze                                                               | 9                                                                      |                                                                        | Reti                                                                   | 0                                                                      |                                                                        |

## Palmarès

### Club

#### Competizioni nazionali
- Campionato georgiano: 3

Saburtalo Tbilisi: 2018
Dinamo Batumi: 2021, 2023
- Coppa di Georgia: 1

Saburtalo Tbilisi: 2019